# غوردون بيندر
غوردون بيندر (بالإنجليزية: Gordon Binder)‏ هو عالم التقانة الحيوية أمريكي، ولد في 1935م.